# Sidi Maarouf
Sidi Maarouf è un comune dell'Algeria, situato nella provincia di Jijel.